# Isole Chincha
Le isole Chincha (in spagnolo Islas Chincha) sono un gruppo di isole situate nell'Oceano Pacifico, al largo della città di Pisco, in Perù. Nel corso del XIX secolo assunsero una notevole rilevanza economica in funzione degli ingenti depositi di guano presenti in esse, sfruttati per anni in modo intensivo.

## Geografia
Le isole Chincha sono tre piccole isole situate a 21 km dalla costa sud-occidentale del Perù, Paese al quale appartengono amministrativamente, al largo della città di Pisco e a 170 km dal porto del Callao. La più grande di esse, chiamata Isola del Norte (in italiano “Isola del Nord”), misura poco più di un chilometro in lunghezza e poco meno di 500 m in larghezza. Geologicamente le isole sono composte da roccia granitica e presentano pareti a picco sul mare, strutturate in numerose grotte e cavità, che forniscono riparo a numerose specie di uccelli marini; il punto più elevato raggiunge un'altezza di 34 m.

## Storia
Le riserve di guano presenti sull'isola sono state probabilmente sfruttate a partire dal periodo compreso tra il I e il V secolo dai Mochica; esistono evidenze archeologiche del fatto che anche gli Inca estrassero tale materia dalla più settentrionale delle isole per fertilizzare i campi dell'impero. Con la conquista spagnola le attività agricole furono in seguito penalizzate a vantaggio dello sfruttamento delle risorse minerarie; l'attività estrattiva di guano si ridusse notevolmente nei secoli XVII e XVIII.
Il primo carico di guano esportato dal Perù giunse in Gran Bretagna nel 1841; nel giro di pochi anni l'esportazione di questo fertilizzante divenne la principale attività economica peruviana per almeno trent'anni.
Il 14 aprile 1864, una flottiglia spagnola al comando dell'ammiraglio Luis Hernández-Pinzón Álvarez occupò le isole come ipoteca per il pagamento di crediti che la Spagna esigeva dal governo peruviano, alla vigilia della guerra ispano-sudamericana. Le isole furono restituite nel febbraio dell'anno successivo in seguito a un accordo tra i due Paesi, che tuttavia provocò sollevazioni e proteste in Perù, innescando una serie di avvenimenti che portarono ad un colpo di Stato e alla deposizione del presidente Juan Antonio Pezet.